# Stazione di ricerca Wasa
La stazione di ricerca Wasa (in svedese Forskningsstationen Wasa) è una base antartica estiva svedese che porta l'antico nome del casato di Vasa, attuale casa regnante in Svezia.

## Ubicazione
Localizzata a ad una latitudine di 73° 03' sud e ad una longitudine di 13°15' ovest la stazione si trova nella costa della principessa Martha (terra della regina Maud).
La base è stata fondata durante la campagna antartica svedese del 1988/89 e può ospitare sino a 16 persone durante la stagione estiva.
Insieme alla base finlandese Aboa forma la base Nordenskjöld.